# Arianna Errigová
Arianna Errigová (* 6. června 1988 Monza, Itálie) je italská sportovní šermířka, která se specializuje na šerm fleretem.
Itálii reprezentuje od prvního desetiletí jednadvacátého století. Na olympijských hrách startovala v roce 2012 a 2016 v soutěži jednotlivkyň a družstev. V soutěži jednotlivkyň získala na olympijských hrách 2012 stříbrnou olympijskou medaili. V roce 2013 a 2014 získala v soutěži jednotlivkyň titul mistryně světa a v letech 2016 a 2017 titul mistryně Evropy. S italským družstvem fleretistek vybojovala na olympijských hrách 2012 zlatou olympijskou medaili a s družstvem fleretistek vybojovala celkem sedm titulů mistryň světa (2009, 2010, 2013, 2014, 2015, 2017 a 2022) a deset titulů mistryň Evropy (2009, 2010, 2011, 2012, 2013, 2014, 2015, 2017, 2018 a 2022). Pětkrát vyhrála celkové hodnocení Světového poháru fleretistek (2009, 2012, 2013, 2014 a 2016). Na Letních olympijských hrách 2020 získala s italským družstvem bronzovou medaili a v individuální soutěži vypadla ve čtvrtfinále s krajankou Alicí Volpiovou.
Je členkou policejního týmu Centro Sportivo Carabinieri v Boloni. Měří 180 cm a váží 64 kg. Jako jedna z mála špičkových fleretistek se věnuje na vrcholné úrovni také šermu šavlí, v němž získala stříbrnou medaili na turnaji Grand Prix, který se konal v prosinci 2017 v mexickém Cancúnu.